# Ptujska Cesta
Ptujska Cesta je naselje v Občini Gornja Radgona.